# Liste der Flüsse in Chile
Diese Liste enthält die Flüsse in Chile, geordnet von Norden nach Süden. Die meisten Flüsse fließen in Ost-West-Richtung von den Anden zum Pazifischen Ozean.

Flüsse in der Region Arica y Parinacota

Flüsse Loa, San Pedro, Silala und Salado

Flüsse in der Region Atacama

Coquimbo

Maipo, Aconcagua und Petorca

Maule, Mataquito und Rapel

Biobío und Araucanía

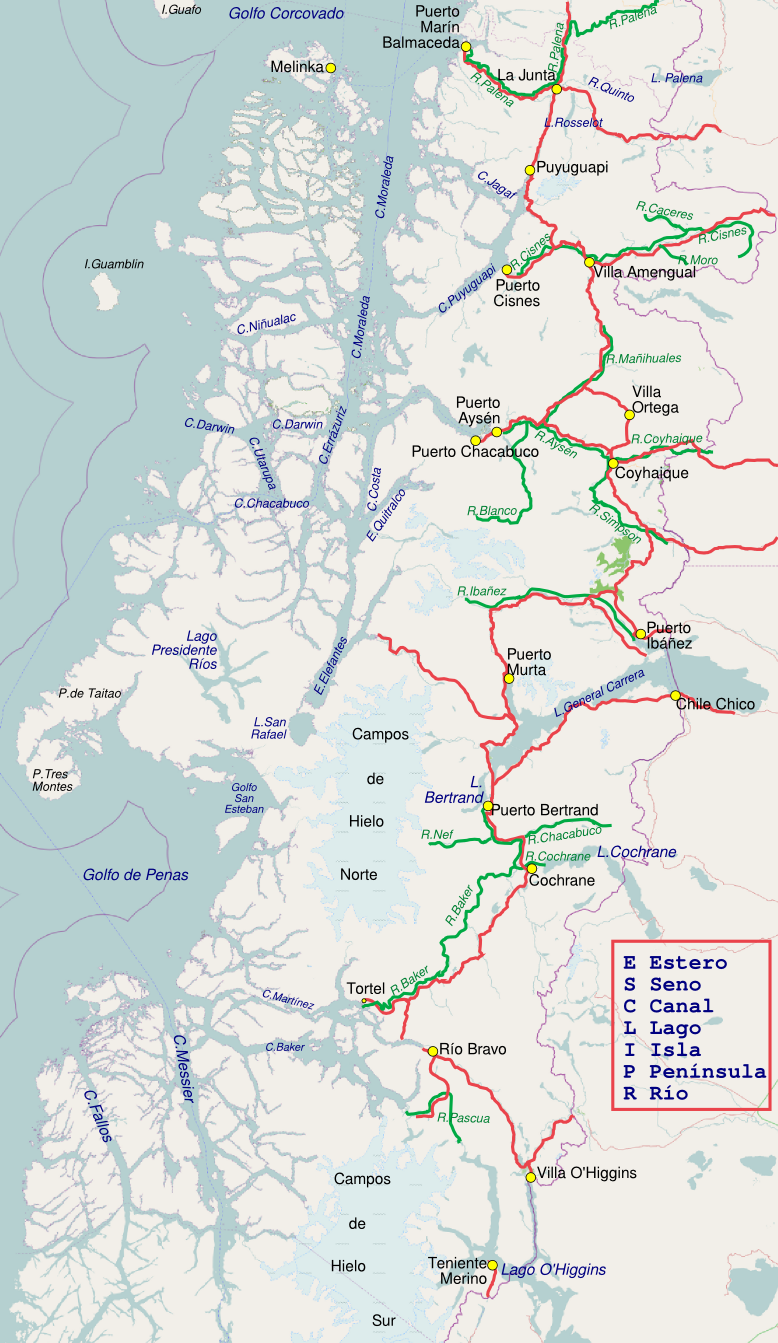
Región de Aysén

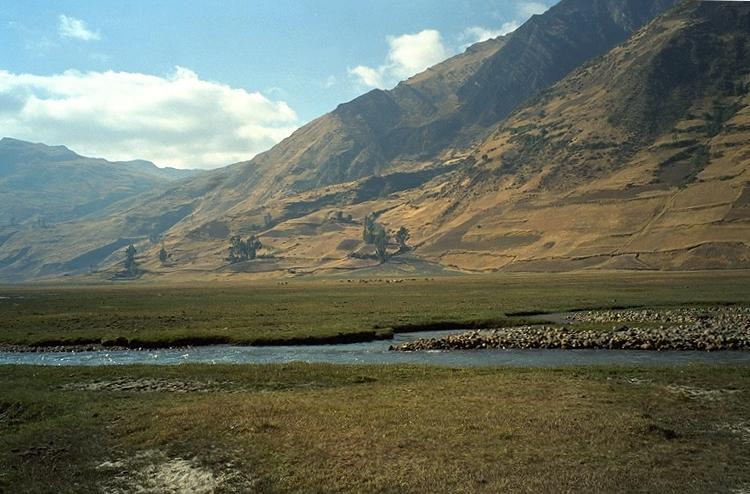
Quelle des Limarí

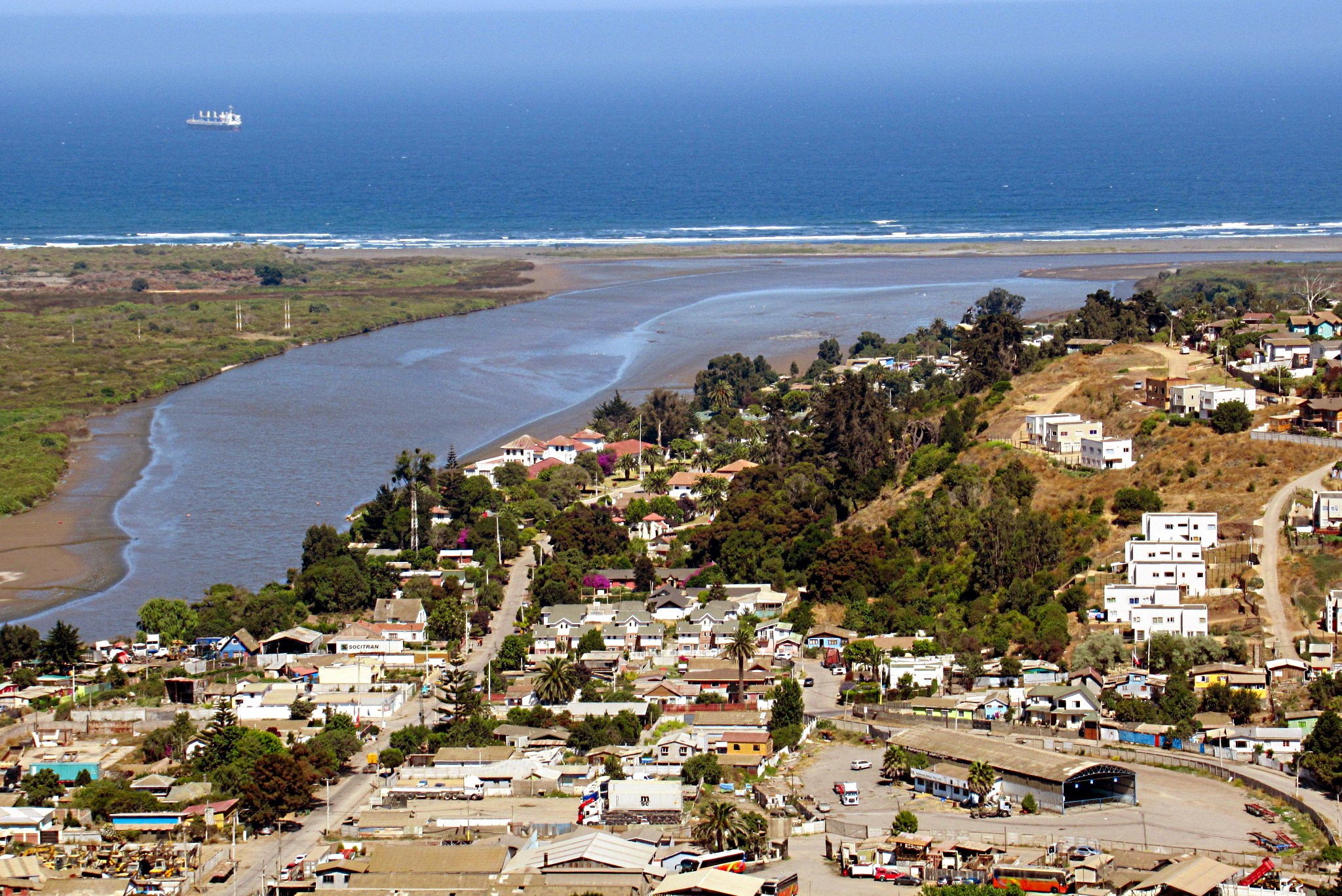
Mündung des Maipo

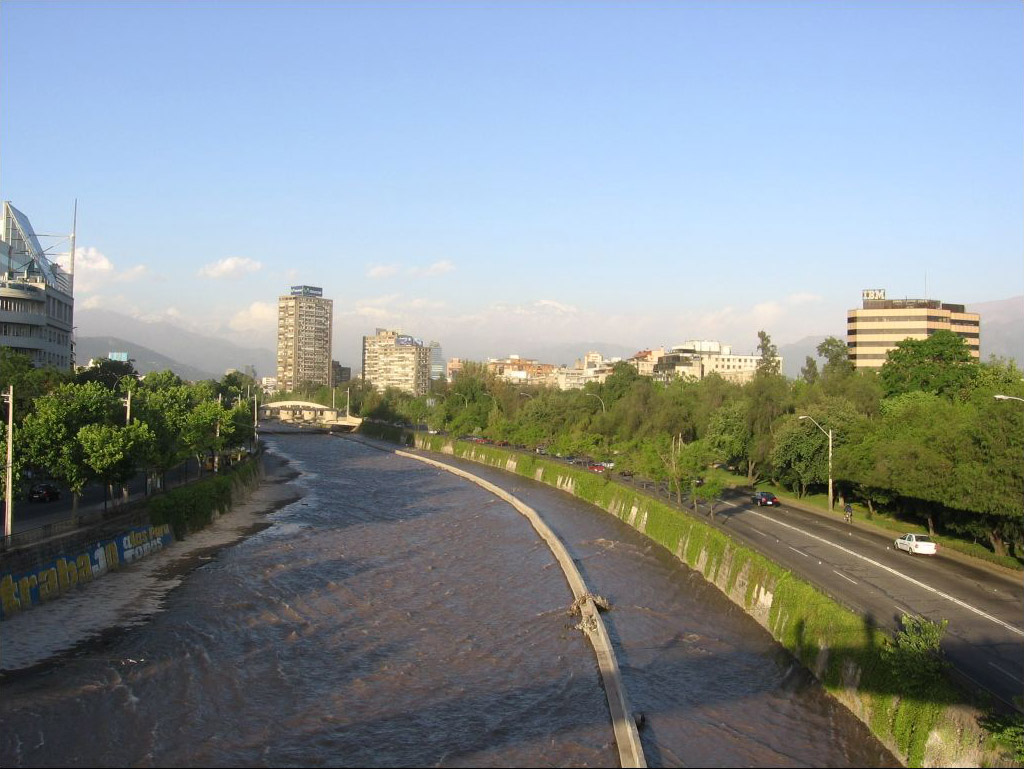
Der Mapocho in Santiago.

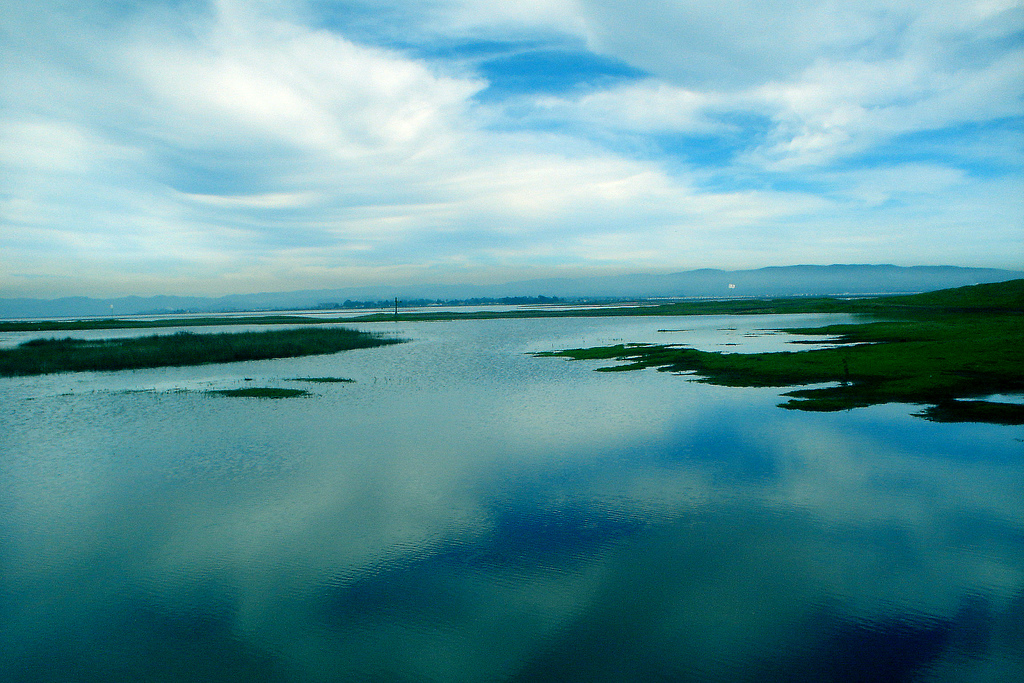
Mündung des Biobío in den Pazifik

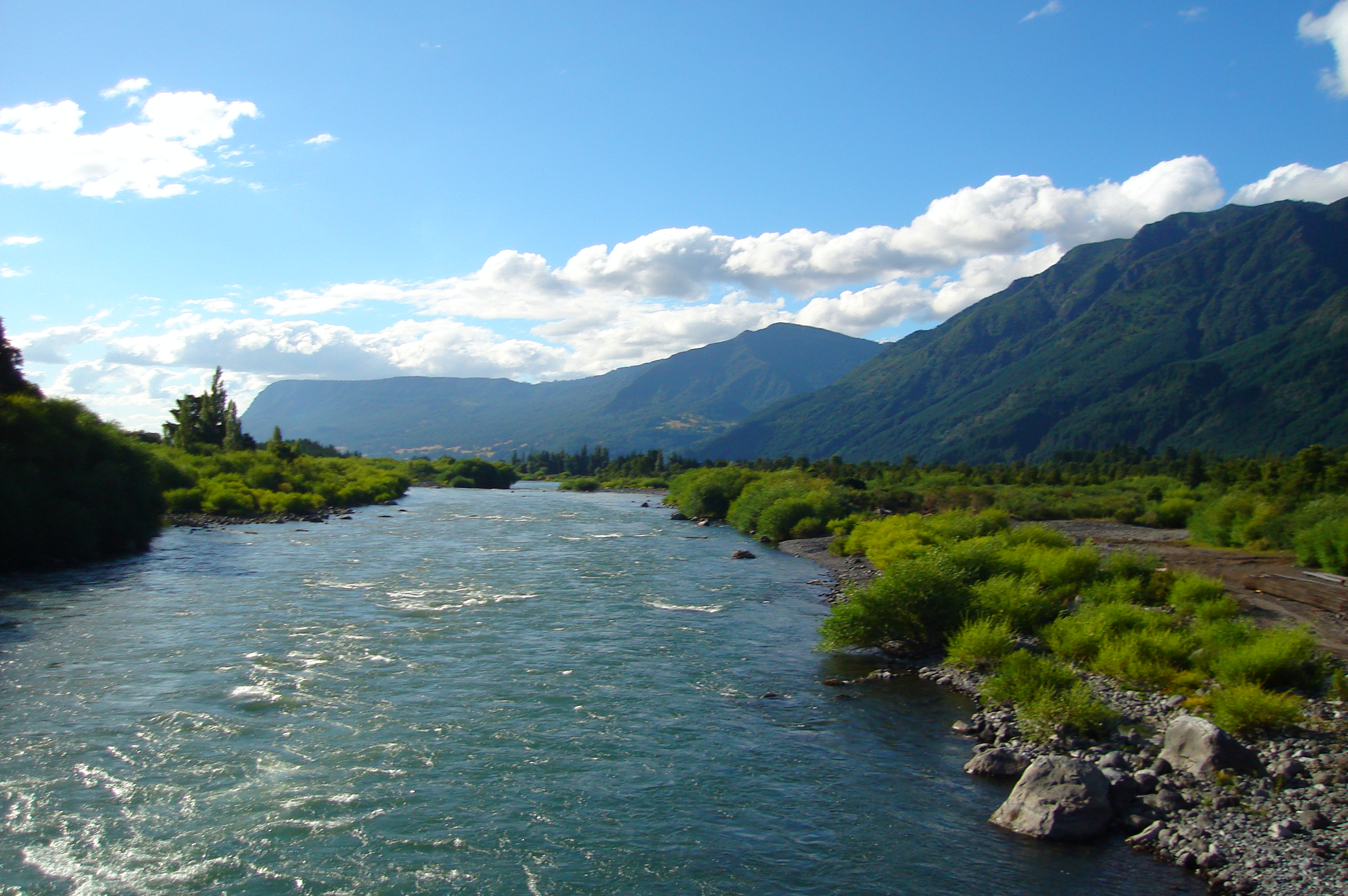
Río Trancura

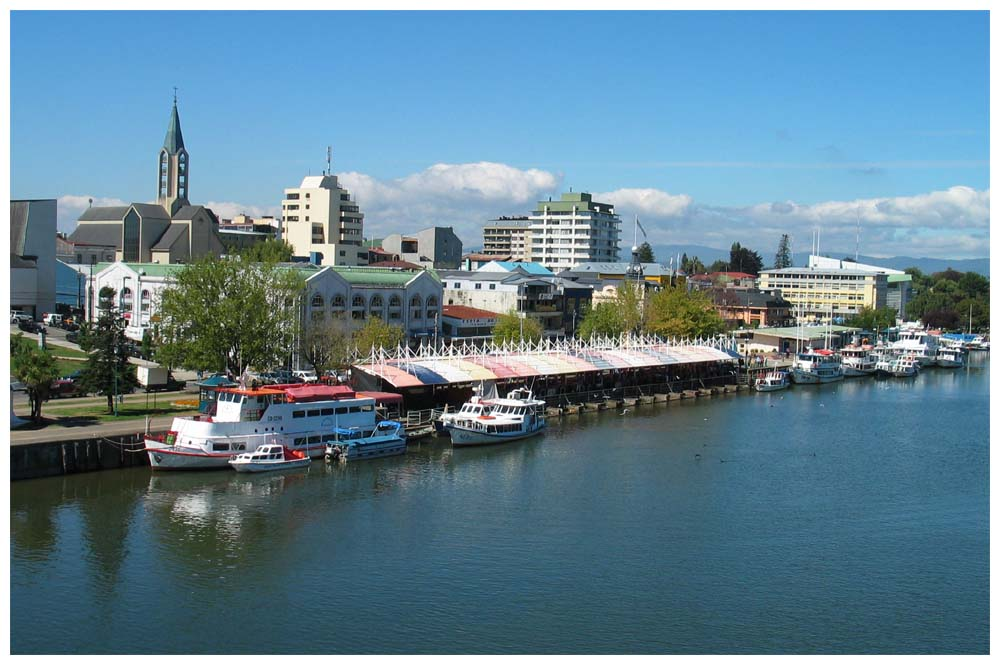
Der Valdivia in der gleichnamigen Stadt

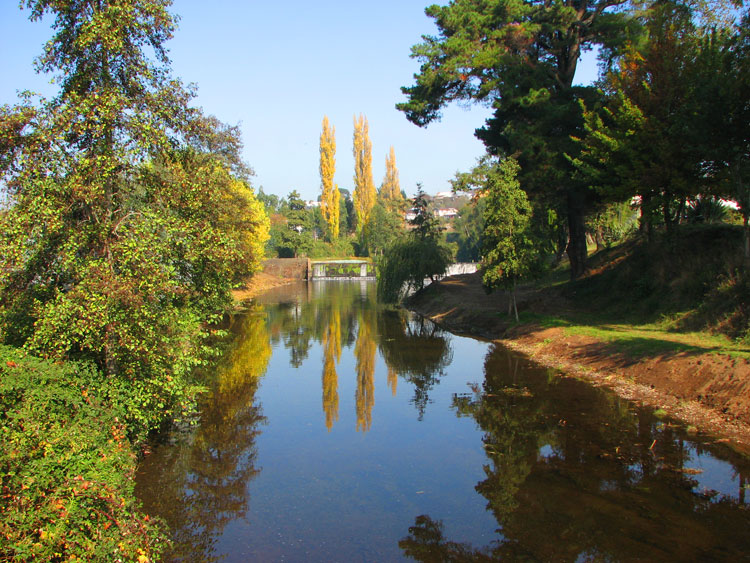
Río Negro

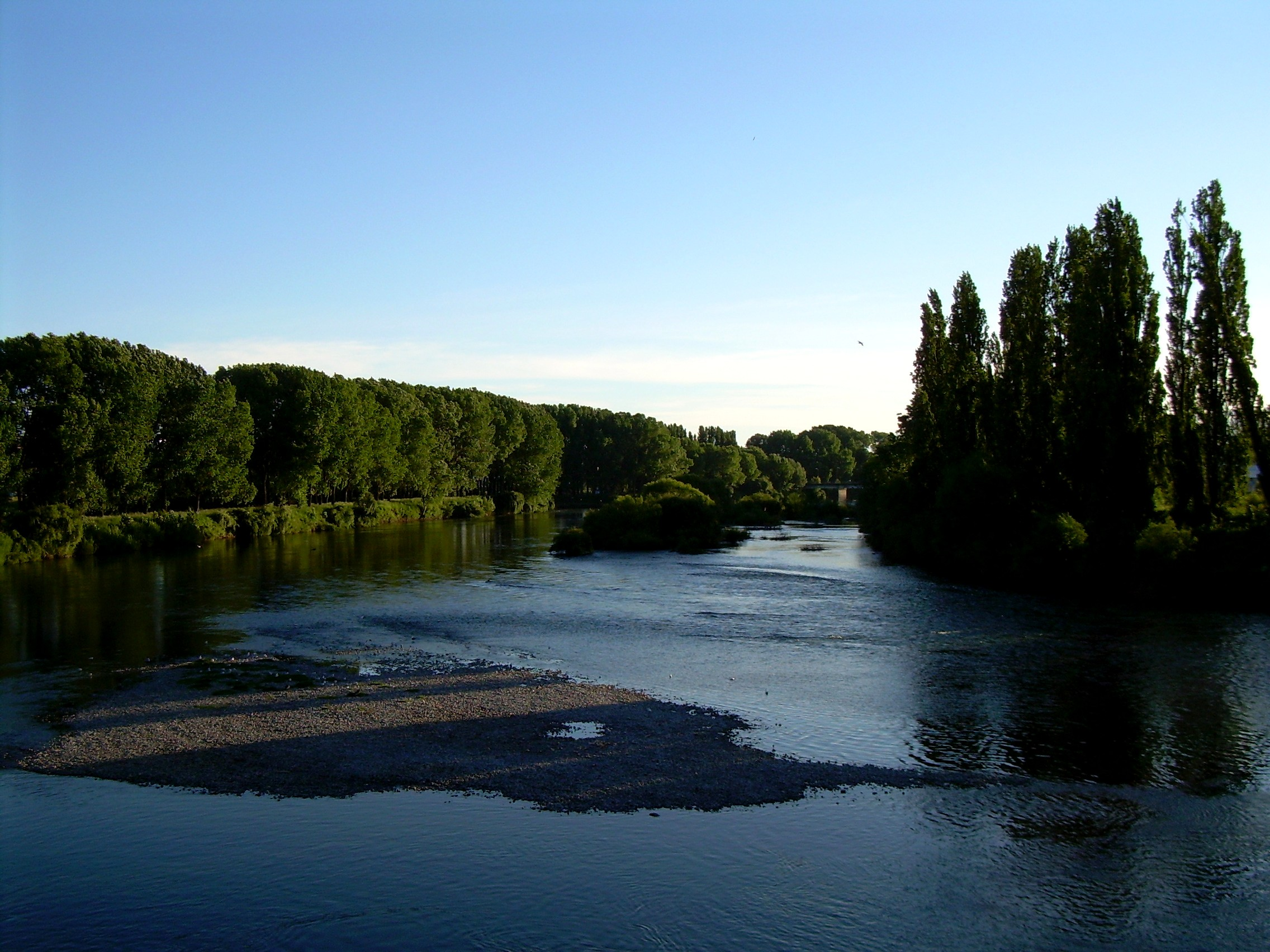
Río Rahue

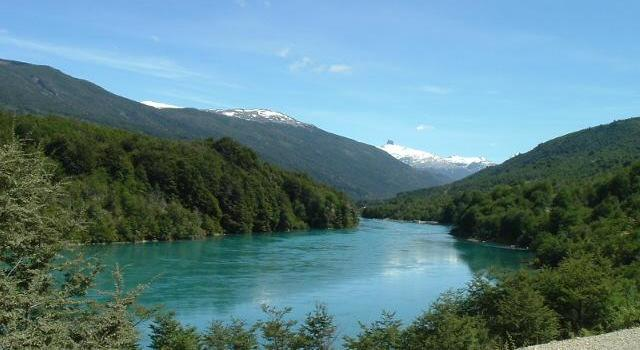
Der Río Baker, der wasserreichste Fluss Chiles

|             |      |                                         |                                                      |                                                      |                                                      |                                                      | Länge | Einzugsgebiet | Abfluss |                                    |                                                  |               |
| ----------- | ---- | --------------------------------------- | ---------------------------------------------------- | ---------------------------------------------------- | ---------------------------------------------------- | ---------------------------------------------------- | ----- | ------------- | ------- | ---------------------------------- | ------------------------------------------------ | ------------- |
| Hauptflüsse | Alle | Fluss                                   | Fluss                                                | Fluss                                                | Fluss                                                | Fluss                                                | (km)  | (km²)         | (m³/s)  | Mündung                            | Region                                           | Andere Länder |
| 19          | 22   | Río Lluta                               | Río Lluta                                            | Río Lluta                                            | Río Lluta                                            | Río Lluta                                            | 167   | 3.447         |         | Pazifik                            | Región de Arica y Parinacota                     | -             |
| 12          | 13   | Río Lauca                               | Río Lauca                                            | Río Lauca                                            | Río Lauca                                            | Río Lauca                                            | 225   |               |         | Salar de Coipasa (Bolivien)        | Región de Arica y Parinacota                     | Bolivien      |
| 28          | 36   | Río San José de Azapa                   | Río San José de Azapa                                | Río San José de Azapa                                | Río San José de Azapa                                | Río San José de Azapa                                | 128   | 3.070         |         | Pazifik                            | Región de Arica y Parinacota                     | -             |
| 23          | 28   | Quebrada de Vitor                       | Quebrada de Vitor                                    | Quebrada de Vitor                                    | Quebrada de Vitor                                    | Quebrada de Vitor                                    | 148   | 1.590         |         | Pazifik                            | Región de Arica y Parinacota                     | -             |
| 25          | 31   | Río Camarones                           | Río Camarones                                        | Río Camarones                                        | Río Camarones                                        | Río Camarones                                        | 135   | 4.767         |         | Pazifik                            | Región de Arica y Parinacota                     | -             |
| 20          | 23   | Quebrada Camiña o Tana                  | Quebrada Camiña o Tana                               | Quebrada Camiña o Tana                               | Quebrada Camiña o Tana                               | Quebrada Camiña o Tana                               | 163   | 2.790         |         | Pazifik                            | Región de Tarapacá                               | -             |
| 29          | 37   | Quebrada Retamilla                      | Quebrada Retamilla                                   | Quebrada Retamilla                                   | Quebrada Retamilla                                   | Quebrada Retamilla                                   | 125   | 2.790         |         | Pazifik                            | Región de Tarapacá                               | -             |
| 01          | 01   | Río Loa                                 | Río Loa                                              | Río Loa                                              | Río Loa                                              | Río Loa                                              | 440   | 33.570        |         | Pazifik                            | Región de Tarapacá Región de Antofagasta         | -             |
| -           | -    | -                                       | Río San Salvador                                     | Río San Salvador                                     | Río San Salvador                                     | Río San Salvador                                     | 56    | 619           |         | Loa                                | Región de Antofagasta                            | -             |
| -           | -    | -                                       | Río Salado                                           | Río Salado                                           | Río Salado                                           | Río Salado                                           | 80    | 2.210         |         | Loa                                | Región de Antofagasta                            | -             |
| -           | -    | -                                       | Río San Pedro de Inacaliri                           | Río San Pedro de Inacaliri                           | Río San Pedro de Inacaliri                           | Río San Pedro de Inacaliri                           | 75    | 1.087         |         | Loa                                | Región de Antofagasta                            | -             |
| -           | -    | -                                       | Río Toconce                                          | Río Toconce                                          | Río Toconce                                          | Río Toconce                                          | 25    |               |         | Loa                                | Región de Antofagasta                            | -             |
| 17          | 18   | Río Salado                              | Río Salado                                           | Río Salado                                           | Río Salado                                           | Río Salado                                           | 175   | 7.575         |         | Pazifik                            | Región de Atacama                                | -             |
| 04          | 04   | System Copiapó-Jorquera                 | System Copiapó-Jorquera                              | System Copiapó-Jorquera                              | System Copiapó-Jorquera                              | System Copiapó-Jorquera                              | 292   | 18.800        | 3,7     | Pazifik                            | Región de Atacama                                | -             |
| (-)         | (-)  | Río Copiapó                             | Río Copiapó                                          | Río Copiapó                                          | Río Copiapó                                          | Río Copiapó                                          | 162   | 18.407        | 3,7     | Pazifik                            | Región de Atacama                                | -             |
| (-)         | (-)  | -                                       | Río Jorquera                                         | Río Jorquera                                         | Río Jorquera                                         | Río Jorquera                                         | 130   | 4.160         |         | Copiapó                            | Región de Atacama                                | -             |
| -           | -    | -                                       | Río Pulido                                           | Río Pulido                                           | Río Pulido                                           | Río Pulido                                           | 79    | 2.100         |         | Copiapó                            | Región de Atacama                                | -             |
| -           | -    | -                                       | Río Manflas                                          | Río Manflas                                          | Río Manflas                                          | Río Manflas                                          | 74    | 1.230         |         | Copiapó                            | Región de Atacama                                | -             |
| -           | 32   | -                                       | Río Paipote                                          | Río Paipote                                          | Río Paipote                                          | Río Paipote                                          | 135   | 6.600         |         | Copiapó                            | Región de Atacama                                | -             |
| 09          | 09   | System Huasco - El Carmen               | System Huasco - El Carmen                            | System Huasco - El Carmen                            | System Huasco - El Carmen                            | System Huasco - El Carmen                            | 230   | 9.850         |         | Pazifik                            | Región de Atacama                                | -             |
| (-)         | (-)  | Río Huasco                              | Río Huasco                                           | Río Huasco                                           | Río Huasco                                           | Río Huasco                                           | 198   | 9.857         |         | Pazifik                            | Región de Atacama                                | -             |
| -           | 48   | -                                       | Río El Tránsito                                      | Río El Tránsito                                      | Río El Tránsito                                      | Río El Tránsito                                      | 108   | 4.135         |         | Huasco                             | Región de Atacama                                | -             |
| (-)         | (-)  | -                                       | Río El Carmen                                        | Río El Carmen                                        | Río El Carmen                                        | Río El Carmen                                        | 145   | 2.860         |         | Huasco                             | Región de Atacama                                | -             |
| 18          | 19   | Río Elqui                               | Río Elqui                                            | Río Elqui                                            | Río Elqui                                            | Río Elqui                                            | 170   | 9.657         |         | Pazifik                            | Región de Coquimbo                               | -             |
| -           | -    | -                                       | Río Turbio                                           | Río Turbio                                           | Río Turbio                                           | Río Turbio                                           | 64    | 4.196         |         | Elqui                              | Región de Coquimbo                               | -             |
| -           | -    | -                                       | Río Claro                                            | Río Claro                                            | Río Claro                                            | Río Claro                                            | 65    | 1.512         |         | Elqui                              | Región de Coquimbo                               | -             |
| -           | ?    | -                                       | -                                                    | Río Cochiguaz                                        | Río Cochiguaz                                        | Río Cochiguaz                                        | ?     | ?             |         | Claro                              | Región de Coquimbo                               | -             |
| 14          | 15   | System Limarí–Hurtado                   | System Limarí–Hurtado                                | System Limarí–Hurtado                                | System Limarí–Hurtado                                | System Limarí–Hurtado                                | 189   | 11.760        |         | Pazifik                            | Región de Coquimbo                               | -             |
| (-)         | (-)  | Río Limarí                              | Río Limarí                                           | Río Limarí                                           | Río Limarí                                           | Río Limarí                                           | 64    | 11.760        |         | Pazifik                            | Región de Coquimbo                               | -             |
| (-)         | (-)  | -                                       | Río Hurtado                                          | Río Hurtado                                          | Río Hurtado                                          | Río Hurtado                                          | 125   | 2.230         |         | Limarí                             | Región de Coquimbo                               | -             |
| -           | 44   | -                                       | Río Grande (Chile)                                   | Río Grande (Chile)                                   | Río Grande (Chile)                                   | Río Grande (Chile)                                   | 115   | 7.461         |         | Limarí                             | Región de Coquimbo                               | -             |
| -           | ?    | -                                       | -                                                    | Río Rapel                                            | Río Rapel                                            | Río Rapel                                            |       |               |         | Grande                             | Región de Coquimbo                               | -             |
| -           | ?    | -                                       | -                                                    | -                                                    | -                                                    | Río Los Molles                                       |       |               |         | Rapel                              | Región de Coquimbo                               | -             |
| -           | ?    | -                                       | Río Huatutame                                        | Río Huatutame                                        | Río Huatutame                                        | Río Huatutame                                        |       |               |         | Embalse La Paloma                  | Región de Coquimbo                               | -             |
| -           | ?    | -                                       | -                                                    | Río Guatulame                                        | Río Guatulame                                        | Río Guatulame                                        |       |               |         | Grande                             | Región de Coquimbo                               | -             |
| -           | ?    | -                                       | -                                                    | Río Cogotí                                           | Río Cogotí                                           | Río Cogotí                                           |       |               |         | Guatulame                          | Región de Coquimbo                               | -             |
| -           | ?    | -                                       | -                                                    | Río Combarbalá                                       | Río Combarbalá                                       | Río Combarbalá                                       |       |               |         | Embalse Cogotí                     | Región de Coquimbo                               | -             |
| 22          | 25   | Río Choapa                              | Río Choapa                                           | Río Choapa                                           | Río Choapa                                           | Río Choapa                                           | 160   | 7.600         |         | Pazifik                            | Región de Coquimbo                               | -             |
| -           | -    | -                                       | Río Illapel                                          | Río Illapel                                          | Río Illapel                                          | Río Illapel                                          | 82    | 2.100         |         | Choapa                             | Región de Coquimbo                               | -             |
| -           | -    | -                                       | Río Chalinga                                         | Río Chalinga                                         | Río Chalinga                                         | Río Chalinga                                         | 40    | 600           |         | Choapa                             | Región de Coquimbo                               | -             |
| -           | ?    | Río Quilimarí                           | Río Quilimarí                                        | Río Quilimarí                                        | Río Quilimarí                                        | Río Quilimarí                                        |       |               |         | Pazifik                            | Región de Coquimbo                               | -             |
| 32          | 46   | Río Petorca                             | Río Petorca                                          | Río Petorca                                          | Río Petorca                                          | Río Petorca                                          | 112   | 1.964         |         | Pazifik                            | Región de Valparaíso                             | -             |
| 33          | 49   | Río La Ligua                            | Río La Ligua                                         | Río La Ligua                                         | Río La Ligua                                         | Río La Ligua                                         | 106   | 2.053         |         | Pazifik                            | Región de Valparaíso                             | -             |
| 16          | 17   | System Aconcagua–Juncal                 | System Aconcagua–Juncal                              | System Aconcagua–Juncal                              | System Aconcagua–Juncal                              | System Aconcagua–Juncal                              | 177   | 7.200         |         | Pazifik                            | Región de Valparaíso                             | -             |
| (-)         | (-)  | Río Aconcagua                           | Río Aconcagua                                        | Río Aconcagua                                        | Río Aconcagua                                        | Río Aconcagua                                        | 142   | 7.575         |         | Pazifik                            | Región de Valparaíso                             | -             |
| -           | -    | -                                       | Río Putaendo                                         | Río Putaendo                                         | Río Putaendo                                         | Río Putaendo                                         | 34    | 1.192         |         | Aconcagua                          | Región de Valparaíso                             | -             |
| -           | -    | -                                       | Río Colorado                                         | Río Colorado                                         | Río Colorado                                         | Río Colorado                                         | 58    | 814           |         | Aconcagua                          | Región de Valparaíso                             | -             |
| (-)         | (-)  | -                                       | Río Juncal                                           | Río Juncal                                           | Río Juncal                                           | Río Juncal                                           | 35    | 109           |         | Aconcagua                          | Región de Valparaíso                             | -             |
| -           | -    | -                                       | Río Blanco                                           | Río Blanco                                           | Río Blanco                                           | Río Blanco                                           | 36    | 360           |         | Aconcagua                          | Región de Valparaíso                             | -             |
| 05          | 05   | Río Maipo                               | Río Maipo                                            | Río Maipo                                            | Río Maipo                                            | Río Maipo                                            | 250   | 15.380        |         | Pazifik                            | Región de Valparaíso Región Metropolitana        | -             |
| -           | -    | -                                       | Río El Volcán                                        | Río El Volcán                                        | Río El Volcán                                        | Río El Volcán                                        | 54    | 507           |         | Maipo                              | Región Metropolitana                             | -             |
| -           | -    | -                                       | Río Yeso                                             | Río Yeso                                             | Río Yeso                                             | Río Yeso                                             | 55    | 353           |         | Maipo                              | Región Metropolitana                             | -             |
| -           | 47   | -                                       | Río Mapocho                                          | Río Mapocho                                          | Río Mapocho                                          | Río Mapocho                                          | 110   | 4.230         |         | Maipo                              | Región Metropolitana                             | -             |
| -           | -    | -                                       | Río Colorado                                         | Río Colorado                                         | Río Colorado                                         | Río Colorado                                         | 58    | 814           |         | Maipo                              | Región Metropolitana                             | -             |
| -           | ?    | -                                       | Río Olivares                                         | Río Olivares                                         | Río Olivares                                         | Río Olivares                                         | ?     |               |         | Colorado                           | Región Metropolitana                             | -             |
| -           | 45   | -                                       | Río Puangue                                          | Río Puangue                                          | Río Puangue                                          | Río Puangue                                          | 112   | 1.723         |         | Maipo                              | Región Metropolitana                             | -             |
| 10          | 10   | System Rapel–Cachapoal                  | System Rapel–Cachapoal                               | System Rapel–Cachapoal                               | System Rapel–Cachapoal                               | System Rapel–Cachapoal                               | 230   | 13.710        |         | Pazifik                            | Región del Libertador General Bernardo O’Higgins | -             |
| (-)         | (-)  | Río Rapel                               | Río Rapel                                            | Río Rapel                                            | Río Rapel                                            | Río Rapel                                            | 60    | 14.177        |         | Pazifik                            | Región del Libertador General Bernardo O’Higgins | -             |
| (-)         | (-)  | -                                       | Río Cachapoal                                        | Río Cachapoal                                        | Río Cachapoal                                        | Río Cachapoal                                        | 170   | 6.370         |         | Lago Rapel                         | Región del Libertador General Bernardo O’Higgins | -             |
| -           | ?    | -                                       | -                                                    | Río Pangal                                           | Río Pangal                                           | Río Pangal                                           |       |               |         | Cachapoal                          | Región del Libertador General Bernardo O’Higgins | -             |
| -           | ?    | -                                       | -                                                    | Río Cipreses                                         | Río Cipreses                                         | Río Cipreses                                         |       |               |         | Cachapoal                          | Región del Libertador General Bernardo O’Higgins | -             |
| -           | 21   | -                                       | Río Tinguiririca                                     | Río Tinguiririca                                     | Río Tinguiririca                                     | Río Tinguiririca                                     | 167   | 4.730         |         | Lago Rapel                         | Región del Libertador General Bernardo O’Higgins | -             |
| -           | -    | -                                       | -                                                    | Río Las Damas                                        | Río Las Damas                                        | Río Las Damas                                        | 50    | 514           | 3,1     | Tinguiririca                       | Región del Libertador General Bernardo O’Higgins | -             |
| 13          | 14   | System Mataquito – Lontué               | System Mataquito – Lontué                            | System Mataquito – Lontué                            | System Mataquito – Lontué                            | System Mataquito – Lontué                            | 221   | 6.190         |         | Pazifik                            | Región del Maule                                 | -             |
| (-)         | (-)  | Río Mataquito                           | Río Mataquito                                        | Río Mataquito                                        | Río Mataquito                                        | Río Mataquito                                        | 95    | 6.190         |         | Pazifik                            | Región del Maule                                 | -             |
| (-)         | (-)  | -                                       | Río Lontué (mit seinen Quellen)                      | Río Lontué (mit seinen Quellen)                      | Río Lontué (mit seinen Quellen)                      | Río Lontué (mit seinen Quellen)                      | 126   | 2.510         |         | Mataquito                          | Región del Maule                                 | -             |
| -           | 43   | -                                       | Río Teno (mit seinen Quellen)                        | Río Teno (mit seinen Quellen)                        | Río Teno (mit seinen Quellen)                        | Río Teno (mit seinen Quellen)                        | 120   | 1.590         |         | Mataquito                          | Región del Maule                                 | -             |
| 08          | 08   | Río Maule                               | Río Maule                                            | Río Maule                                            | Río Maule                                            | Río Maule                                            | 240   | 20.300        |         | Pazifik                            | Región del Maule                                 | -             |
| -           | -    | -                                       | Río Melado                                           | Río Melado                                           | Río Melado                                           | Río Melado                                           | 75    | 2.261         |         | Maule                              | Región del Maule                                 | -             |
| -           | ?    | -                                       | Río Colorado                                         | Río Colorado                                         | Río Colorado                                         | Río Colorado                                         |       |               |         | Maule                              | Región del Maule                                 | -             |
| -           | -    | -                                       | Río Claro                                            | Río Claro                                            | Río Claro                                            | Río Claro                                            | 42    | 3.500         |         | Maule                              | Región del Maule                                 | -             |
| -           | ?    | -                                       | -                                                    | Río Lircay                                           | Río Lircay                                           | Río Lircay                                           |       |               |         | Claro                              | Región del Maule                                 | -             |
| -           | 12   | -                                       | System Loncomilla-Perquelauquén                      | System Loncomilla-Perquelauquén                      | System Loncomilla-Perquelauquén                      | System Loncomilla-Perquelauquén                      | 226   | 7.573         | 103     | Maule                              | Región del Maule                                 | -             |
| (-)         | (-)  | -                                       | Río Loncomilla                                       | Río Loncomilla                                       | Río Loncomilla                                       | Río Loncomilla                                       | 36    | 7.573         | 103     | Maule                              | Región del Maule                                 | -             |
| -           | ?    | -                                       | -                                                    | Río Putagán                                          | Río Putagán                                          | Río Putagán                                          |       |               |         | Loncomilla                         | Región del Maule                                 | -             |
| -           | ?    | -                                       | -                                                    | Río Achibueno                                        | Río Achibueno                                        | Río Achibueno                                        |       |               |         | Loncomilla                         | Región del Maule                                 | -             |
| -           | ?    | -                                       | -                                                    | -                                                    | Río Ancoa                                            | Río Ancoa                                            |       |               |         | Achibueno                          | Región del Maule                                 | -             |
| -           | 41   | -                                       | -                                                    | Río Longaví                                          | Río Longaví                                          | Río Longaví                                          | 120   | 1.297         |         | Loncomilla                         | Región del Maule                                 | -             |
| (-)         | (-)  | -                                       | -                                                    | Río Perquelauquén                                    | Río Perquelauquén                                    | Río Perquelauquén                                    | 190   | 5.023         |         | Loncomilla                         | Región del Maule                                 | -             |
| -           | ?    | -                                       | -                                                    | -                                                    | Río Purapel                                          | Río Purapel                                          |       | 755           | 11      | Perquelauquén                      | Región del Maule                                 | -             |
| -           | ?    | -                                       | -                                                    | -                                                    | Río Cauquenes                                        | Río Cauquenes                                        |       |               |         | Perquelauquén                      | Región del Maule                                 | -             |
| 15          | 16   | Río Itata                               | Río Itata                                            | Río Itata                                            | Río Itata                                            | Río Itata                                            | 180   | 11.294        | 186     | Pazifik                            | Región de Ñuble                                  | -             |
| -           | 26   | -                                       | Río Ñuble                                            | Río Ñuble                                            | Río Ñuble                                            | Río Ñuble                                            | 155   | 5.097         |         | Itata                              | Región de Ñuble                                  | -             |
| -           | ?    | -                                       | -                                                    | Río Chillán                                          | Río Chillán                                          | Río Chillán                                          |       |               |         | Ñuble                              | Región de Ñuble                                  | -             |
| -           | ?    | -                                       | -                                                    | Río Los Sauces                                       | Río Los Sauces                                       | Río Los Sauces                                       |       |               |         | Ñuble                              | Región de Ñuble                                  | -             |
| -           | -    | -                                       | Río Cholguán                                         | Río Cholguán                                         | Río Cholguán                                         | Río Cholguán                                         | 50    | 585           |         | Itata                              | Región de Ñuble                                  | -             |
| -           | -    | -                                       | Río Huépil                                           | Río Huépil                                           | Río Huépil                                           | Río Huépil                                           | 38    | 271           |         | Itata                              | Región de Ñuble                                  | -             |
| -           | 50   | -                                       | Río Diguillín                                        | Río Diguillín                                        | Río Diguillín                                        | Río Diguillín                                        | 102   | 1.369         |         | Itata                              | Región de Ñuble                                  | -             |
| 26          | 33   | Río Andalién                            | Río Andalién                                         | Río Andalién                                         | Río Andalién                                         | Río Andalién                                         | 130   | 780           | 300     | Pazifik                            | Región del Biobío                                | -             |
| -           | -    | Río Carampangue                         | Río Carampangue                                      | Río Carampangue                                      | Río Carampangue                                      | Río Carampangue                                      | 70    | 1.237         |         | Pazifik                            | Región del Biobío                                | -             |
| -           | -    | Río Lebu                                | Río Lebu                                             | Río Lebu                                             | Río Lebu                                             | Río Lebu                                             | 35    | 813           |         | Pazifik                            | Región del Biobío                                | -             |
| -           | -    | Río Paicaví                             | Río Paicaví                                          | Río Paicaví                                          | Río Paicaví                                          | Río Paicaví                                          | 10,5  | 1.133         |         | Pazifik                            | Región del Biobío                                | -             |
| 02          | 02   | Río Biobío                              | Río Biobío                                           | Río Biobío                                           | Río Biobío                                           | Río Biobío                                           | 380   | 24.262        |         | Pazifik                            | Región del Biobío Región de La Araucanía         | -             |
| -           | 20   | -                                       | Río de La Laja                                       | Río de La Laja                                       | Río de La Laja                                       | Río de La Laja                                       | 170   | 4.040         |         | Biobío                             | Región del Biobío                                | -             |
| -           | ?    | -                                       | -                                                    | Río Polcura                                          | Río Polcura                                          | Río Polcura                                          | ?     | 5.026         |         | La Laja                            | Región del Biobío                                | -             |
| -           | ?    | -                                       | Río Queuco                                           | Río Queuco                                           | Río Queuco                                           | Río Queuco                                           |       |               |         | Biobío                             | Región del Biobío                                | -             |
| -           | ?    | -                                       | Río Huequecura                                       | Río Huequecura                                       | Río Huequecura                                       | Río Huequecura                                       |       |               |         | Biobío                             | Región del Biobío                                | -             |
| -           | 40   | -                                       | Río Duqueco                                          | Río Duqueco                                          | Río Duqueco                                          | Río Duqueco                                          | 120   | 1.350         |         | Biobío                             | Región del Biobío                                | -             |
| -           | -    | -                                       | Río Bureo                                            | Río Bureo                                            | Río Bureo                                            | Río Bureo                                            | 90    | 1.430         |         | Biobío                             | Región del Biobío                                | -             |
| -           | ?    | -                                       | -                                                    | Río Mulchén                                          | Río Mulchén                                          | Río Mulchén                                          |       |               |         | Bureo                              | Región del Biobío                                | -             |
| -           | ?    | -                                       | Río Huaqui                                           | Río Huaqui                                           | Río Huaqui                                           | Río Huaqui                                           |       |               |         | Biobío                             | Región del Biobío                                | -             |
| -           | ?    | -                                       | Río Tavolevo                                         | Río Tavolevo                                         | Río Tavolevo                                         | Río Tavolevo                                         |       |               |         | Biobío                             | Región del Biobío                                | -             |
| -           | ?    | -                                       | -                                                    | Río Nicodahue                                        | Río Nicodahue                                        | Río Nicodahue                                        |       |               |         | Tavolevo                           | Región del Biobío                                | -             |
| -           | 35   | -                                       | Río Vergara                                          | Río Vergara                                          | Río Vergara                                          | Río Vergara                                          | 128   | 4.620         | 67,5    | Biobío                             | Región del Biobío                                | -             |
| -           | ?    | -                                       | -                                                    | Río Renaico                                          | Río Renaico                                          | Río Renaico                                          |       |               |         | Vergara                            | Región del Biobío Región de La Araucanía         | -             |
| -           | ?    | -                                       | -                                                    | Río Malleco                                          | Río Malleco                                          | Río Malleco                                          |       |               |         | Vergara                            | Región de La Araucanía                           | -             |
| 11          | 11   | System Imperial-Cautín                  | System Imperial-Cautín                               | System Imperial-Cautín                               | System Imperial-Cautín                               | System Imperial-Cautín                               | 229   | 12.054        |         | Pazifik                            | Región de La Araucanía                           | -             |
| (-)         | (-)  | Río Imperial                            | Río Imperial                                         | Río Imperial                                         | Río Imperial                                         | Río Imperial                                         | 55    | 12.054        |         | Pazifik                            | Región de La Araucanía                           | -             |
| (-)         | (-)  | -                                       | Río Cautín                                           | Río Cautín                                           | Río Cautín                                           | Río Cautín                                           | 174   | 3.100         |         | Imperial                           | Región de La Araucanía                           | -             |
| -           | 27   | -                                       | -                                                    | Río Quepe                                            | Río Quepe                                            | Río Quepe                                            | 150   | 2.119         |         | Cautín                             | Región de La Araucanía                           | -             |
| -           | -    | -                                       | Río Cholchol                                         | Río Cholchol                                         | Río Cholchol                                         | Río Cholchol                                         | 70    | 6.180         | 131     | Imperial                           | Región de La Araucanía                           | -             |
| -           | ?    | -                                       | -                                                    | Río Traiguén                                         | Río Traiguén                                         | Río Traiguén                                         |       |               |         | Cholchol                           | Región de La Araucanía                           | -             |
| -           | 30   | -                                       | -                                                    | Río Quillén                                          | Río Quillén                                          | Río Quillén                                          | 140   |               | 50      | Cholchol                           | Región de La Araucanía                           | -             |
| 31          | 39   | Río Toltén                              | Río Toltén                                           | Río Toltén                                           | Río Toltén                                           | Río Toltén                                           | 123   | 7.886         |         | Pazifik                            | Región de La Araucanía                           | -             |
| -           | -    | -                                       | Río Allipén                                          | Río Allipén                                          | Río Allipén                                          | Río Allipén                                          | 90    | 2.325         |         | Toltén                             | Región de La Araucanía                           | -             |
| -           | ?    | -                                       | -                                                    | Río Trufultruful                                     | Río Trufultruful                                     | Río Trufultruful                                     |       |               |         | Allipén                            | Región de La Araucanía                           | -             |
| -           | ?    | -                                       | Río Dónguil                                          | Río Dónguil                                          | Río Dónguil                                          | Río Dónguil                                          |       |               |         | Toltén                             | Región de La Araucanía                           | -             |
| -           | ?    | -                                       | Río Mahuidanche                                      | Río Mahuidanche                                      | Río Mahuidanche                                      | Río Mahuidanche                                      |       |               |         | Toltén                             | Región de La Araucanía                           | -             |
| -           | -    | -                                       | Río Trancura                                         | Río Trancura                                         | Río Trancura                                         | Río Trancura                                         | 78    |               |         | Lago Villarrica                    | Región de La Araucanía                           | -             |
| 24          | 29   | System Valdivia –Cruces                 | System Valdivia –Cruces                              | System Valdivia –Cruces                              | System Valdivia –Cruces                              | System Valdivia –Cruces                              | 140   | 10.275        |         | Pazifik                            | Región de Los Ríos                               | -             |
| (-)         | (-)  | Río Valdivia                            | Río Valdivia                                         | Río Valdivia                                         | Río Valdivia                                         | Río Valdivia                                         | 15    | 9.902         |         | Pazifik                            | Región de Los Ríos                               | -             |
| (-)         | (-)  | -                                       | Río Cruces (mit seinen Quellen)                      | Río Cruces (mit seinen Quellen)                      | Río Cruces (mit seinen Quellen)                      | Río Cruces (mit seinen Quellen)                      | 125   | 3.233         |         | Valdivia                           | Región de La Araucanía Región de Los Ríos        | -             |
| -           | -    | -                                       | Río Calle Calle (Zusammenfluss San Pedro-Quinchilca) | Río Calle Calle (Zusammenfluss San Pedro-Quinchilca) | Río Calle Calle (Zusammenfluss San Pedro-Quinchilca) | Río Calle Calle (Zusammenfluss San Pedro-Quinchilca) | 55    | 5.267         |         | Valdivia                           | Región de Los Ríos                               | -             |
| -           | -    | -                                       | -                                                    | Río San Pedro                                        | Río San Pedro                                        | Río San Pedro                                        | 82    | 4.400         |         | Calle-Calle                        | Región de Los Ríos                               | -             |
| -           | ?    | -                                       | -                                                    | -                                                    | Río Enco                                             | Río Enco                                             | 11,5  |               |         | Lago Riñihue                       | Región de Los Ríos                               | -             |
| -           | ?    | -                                       | -                                                    | -                                                    | Río Pillanleufu                                      | Río Pillanleufu                                      |       |               |         | Lago Maihue                        | Región de Los Ríos                               | -             |
| -           | ?    | -                                       | -                                                    | -                                                    | Río Hueinahue                                        | Río Hueinahue                                        |       |               |         | Lago Maihue                        | Región de Los Ríos                               | -             |
| -           | ?    | -                                       | -                                                    | -                                                    | Río Hua-Hum                                          | Río Hua-Hum                                          | 17,5  |               |         | Lago Pirihueico                    | Región de Los Ríos                               | Argentinien   |
| -           | ?    | -                                       | Río Cau-Cau                                          | Río Cau-Cau                                          | Río Cau-Cau                                          | Río Cau-Cau                                          |       |               |         | Valdivia                           | Región de Los Ríos                               | -             |
| -           | ?    | -                                       | Río Cutipay                                          | Río Cutipay                                          | Río Cutipay                                          | Río Cutipay                                          |       |               |         | Valdivia                           | Región de Los Ríos                               | -             |
| -           | -    | Río Lingue                              | Río Lingue                                           | Río Lingue                                           | Río Lingue                                           | Río Lingue                                           | 52    | 512           |         | Pazifik                            | Región de Los Ríos                               | -             |
| 27          | 34   | Río Bueno                               | Río Bueno                                            | Río Bueno                                            | Río Bueno                                            | Río Bueno                                            | 130   | 17.210        |         | Pazifik                            | Región de Los Ríos Región de los Lagos           | -             |
| -           | -    | -                                       | Río Llollehue                                        | Río Llollehue                                        | Río Llollehue                                        | Río Llollehue                                        | 95    | 710           |         | Bueno                              | Región de Los Ríos                               | -             |
| -           | ?    | -                                       | Río Calcurrupe                                       | Río Calcurrupe                                       | Río Calcurrupe                                       | Río Calcurrupe                                       |       |               |         | Bueno                              | Región de Los Ríos                               | -             |
| -           | -    | -                                       | Río Pilmaiquén                                       | Río Pilmaiquén                                       | Río Pilmaiquén                                       | Río Pilmaiquén                                       | 68    | 2.647         |         | Bueno                              | Región de Los Ríos Región de los Lagos           | -             |
| -           | 42   | -                                       | Río Rahue                                            | Río Rahue                                            | Río Rahue                                            | Río Rahue                                            | 120   | 6.510         |         | Bueno                              | Región de los Lagos                              | -             |
| -           | ?    | -                                       | -                                                    | Río Negro                                            | Río Negro                                            | Río Negro                                            |       |               |         | Rahue                              | Región de los Lagos                              | -             |
| -           | ?    | -                                       | -                                                    | Río Damas                                            | Río Damas                                            | Río Damas                                            |       |               |         | Rahue                              | Región de los Lagos                              | -             |
| -           | -    | Río Petrohué                            | Río Petrohué                                         | Río Petrohué                                         | Río Petrohué                                         | Río Petrohué                                         | 36    | 2.640         |         | Seno de Reloncaví                  | Región de los Lagos                              | -             |
| -           | -    | Río Maullín                             | Río Maullín                                          | Río Maullín                                          | Río Maullín                                          | Río Maullín                                          | 85    | 4.473         |         | Pazifik                            | Región de los Lagos                              | -             |
| 30          | 38   | Río Puelo                               | Río Puelo                                            | Río Puelo                                            | Río Puelo                                            | Río Puelo                                            | 123   | 8.817         |         | Pazifik                            | Región de los Lagos                              | Argentinien   |
| -           | -    | -                                       | Río Manso                                            | Río Manso                                            | Río Manso                                            | Río Manso                                            | 66    |               | 736     | Puelo                              | Región de los Lagos                              | Argentinien   |
| 06          | 06   | System Yelcho – lago Yelcho – Futaleufú | System Yelcho – lago Yelcho – Futaleufú              | System Yelcho – lago Yelcho – Futaleufú              | System Yelcho – lago Yelcho – Futaleufú              | System Yelcho – lago Yelcho – Futaleufú              | 246   | 10.979        |         | Golf von Corcovado (Pazifik)       | Región de los Lagos                              | -             |
| (-)         | (-)  | Río Yelcho                              | Río Yelcho                                           | Río Yelcho                                           | Río Yelcho                                           | Río Yelcho                                           | 40    | 10.979        |         | Golf von Corcovado (Pazifik)       | Región de los Lagos                              | -             |
| (-)         | (-)  | -                                       | Río Futaleufú                                        | Río Futaleufú                                        | Río Futaleufú                                        | Río Futaleufú                                        | 246   | 6.929         |         | Lago Yelcho                        | Región de los Lagos                              | Argentinien   |
| 07          | 07   | Río Palena(oder Carrenleufú, Corcovado) | Río Palena(oder Carrenleufú, Corcovado)              | Río Palena(oder Carrenleufú, Corcovado)              | Río Palena(oder Carrenleufú, Corcovado)              | Río Palena(oder Carrenleufú, Corcovado)              | 240   | 12.887        | 130     | Pazifik                            | Región de los Lagos Región de Aysén              | Argentinien   |
| (-)         | (-)  | -                                       | Río Frío                                             | Río Frío                                             | Río Frío                                             | Río Frío                                             | 152   | 702           |         | Palena                             | Región de los Lagos                              | -             |
| (-)         | (-)  | -                                       | Río Claro                                            | Río Claro                                            | Río Claro                                            | Río Claro                                            | 42    | 3.500         |         | Palena                             | Región de los Lagos                              | -             |
| (-)         | (-)  | -                                       | Río Figueroa (Rosselot)                              | Río Figueroa (Rosselot)                              | Río Figueroa (Rosselot)                              | Río Figueroa (Rosselot)                              | 44    | 3.953         |         | Palena                             | Región de los Lagos                              | -             |
| 21          | 24   | Río Cisnes                              | Río Cisnes                                           | Río Cisnes                                           | Río Cisnes                                           | Río Cisnes                                           | 160   | 5.302         |         | Pazifik                            | Región de Aysén                                  | -             |
| -           | -    | Río Bravo                               | Río Bravo                                            | Río Bravo                                            | Río Bravo                                            | Río Bravo                                            | 91    | 1.920         |         | Pazifik                            | Región de Aysén                                  | -             |
| -           | -    | Río Pascua                              | Río Pascua                                           | Río Pascua                                           | Río Pascua                                           | Río Pascua                                           | 62    | 14.760        |         | Pazifik                            | Región de Aysén                                  | -             |
| 03          | 03   | Río Baker (mit dem Río Fénix Chico)     | Río Baker (mit dem Río Fénix Chico)                  | Río Baker (mit dem Río Fénix Chico)                  | Río Baker (mit dem Río Fénix Chico)                  | Río Baker (mit dem Río Fénix Chico)                  | 370   | 26.726        |         | Pazifik                            | Región de Aysén                                  | -             |
| -           | -    | -                                       | Ibañez                                               | Ibañez                                               | Ibañez                                               | Ibañez                                               | 88    | 2.377         |         | Lago General Carrera               | Región de Aysén                                  | -             |
| -           | -    | Río Serrano                             | Río Serrano                                          | Río Serrano                                          | Río Serrano                                          | Río Serrano                                          | 38    | 7.347         |         | Lago del Toro                      | Región de Magallanes y de la Antártica Chilena   | -             |
| -           | ?    | -                                       | Río Paine                                            | Río Paine                                            | Río Paine                                            | Río Paine                                            |       | 619           |         | Lago del Toro                      | Región de Magallanes y de la Antártica Chilena   | -             |
| -           | ?    | -                                       | Río Grey                                             | Río Grey                                             | Río Grey                                             | Río Grey                                             |       |               |         | Serrano                            | Región de Magallanes y de la Antártica Chilena   | -             |
| -           | ?    | -                                       | Río Geikie                                           | Río Geikie                                           | Río Geikie                                           | Río Geikie                                           |       |               |         | Serrano                            | Región de Magallanes y de la Antártica Chilena   | -             |
| -           | ?    | -                                       | Río Vizcachas                                        | Río Vizcachas                                        | Río Vizcachas                                        | Río Vizcachas                                        | ?     | 1.931         | 20      | Serrano                            | Región de Magallanes y de la Antártica Chilena   | Argentinien   |
| -           | ?    | -                                       | Río Tyndall                                          | Río Tyndall                                          | Río Tyndall                                          | Río Tyndall                                          |       |               |         | Serrano                            | Región de Magallanes y de la Antártica Chilena   | -             |
| -           | -    | Río Gallegos                            | Río Gallegos                                         | Río Gallegos                                         | Río Gallegos                                         | Río Gallegos                                         | 172   | 10.120        |         | Bahía Gallegos, Magellanstraße     | Región de Magallanes y de la Antártica Chilena   | Argentinien   |
| -           | -    | Río Azopardo                            | Río Azopardo                                         | Río Azopardo                                         | Río Azopardo                                         | Río Azopardo                                         | 11    |               |         | Almirantazgo-Fjord, Magellanstraße | Región de Magallanes y de la Antártica Chilena   | -             |